# Donnell Thompson
Donnell Thompson (Lumberton, Carolina del Norte; 27 de octubre de 1958-17 de septiembre de 2024) fue un jugador estadounidense de fútbol americano que jugó once temporadas con dos equipos en la NFL en la posición de defensive end.

## Carrera
A nivel universitario jugó para North Carolina Tar Heels, equipo con el que fue seleccionado al primer equipo All-ACC en 1980. Fue seleccionado en la posición 18 global en el Draft de la NFL de 1981 por los Baltimore Colts donde en ese año fue seleccionado en el primer equipo de novatos de la NFL. En su carrera de 11 temporadas acumuló 41 capturas, recuperó ocho fumbles y anotó un touchdown.

## Tras el retiro
Tras retirarse de la NFL, adquirió una franquicia de McDonald's en Atlanta, Georgia. En compró su propia franquicia y luego abrió franquicias en Choice Hotels International, Zaxby's, Denny's y Checkers Drive-In, en algunas de ellas estaba asociado con su excompañero  Ron Wooten.